# Atmostas Baltija
«Atmostas Baltija» (с латыш. — «Пробуждается Балтия»; лит. Bunda jau Baltija, эст. Ärgake, Baltimaad) — песня Бориса Резника на слова Валдиса Павловскиса, ставшая популярной в период Поющей революции. Написанная на языках трёх народов стран Балтии (латышском, литовском и эстонском), песня вошла в альбом «Микрофон-89» и в сборник латышских патриотических песен «Tautas laiks» (2007).

## История
Во время Третьей Атмоды многие латвийские рок-группы сочиняли песни с патриотическими текстами. Существует мнение, что «Atmostas Baltija» была написана по специальному заказу для акции «Балтийский путь», однако в действительности она была написана годом ранее. Борис Резник вместе со своей начавшей терять популярность группой «Эолика» записали песню, в которой говорилось о желании большинства населения трёх стран Прибалтики жить в независимых от СССР государствах.
Каждый куплет песни исполняется на одном из языков балтийских стран. Первый куплет поёт на латышском языке солист «Эолики» Виктор Бураков-Земгалс, второй куплет поёт литовский певец Жилвинас Бубелис на литовском языке и третий куплет поёт эстонский певец Тармо Пихлап на эстонском языке.
Земгалс был участником группы Валдиса Павловскиса, эстонского певца нашли через знакомых, а литовского певца нашли в рижском ансамбле Советской армии «Zvaigznīte».

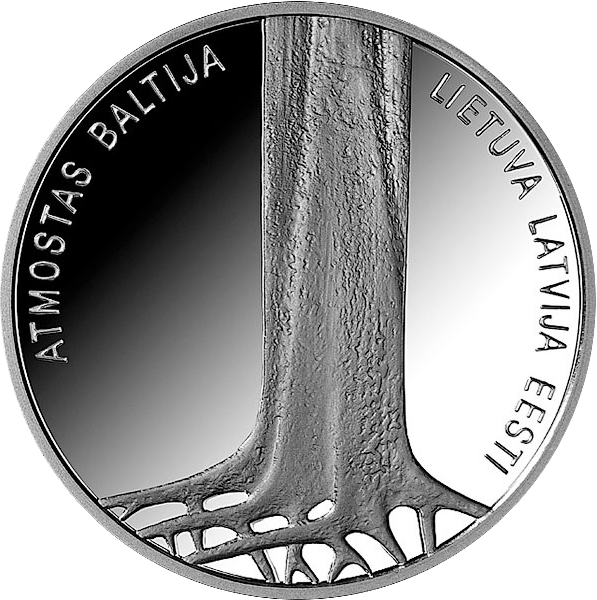
Реверс монеты «Baltijas ceļš».

Песня «Atmostas Baltija» вошла в тройку самых популярных песен года согласно результатам ежегодного радиоконкурса «Микрофон-89». С тех пор эту песню иногда называют неофициальным гимном Балтийского пути. Согласно некоторым СМИ, песня была настолько популярной, что звучала «всё время».
Вскоре после записи песни Жилвинас Бубелис эмигрировал в США, а Тармо Пихлап ушёл из жизни. Таким образом, на записи «Atmostas Baltija» три певца сотрудничали друг с другом в первый и последний раз.
Существует памятная монета, посвящённая акции «Балтийский путь». Аверс монеты вертикально пересекает тесьма с завёрнутыми в неё лентами цветов флагов трёх стран Балтии, а реверс монеты вертикально пересекает ствол дерева с корнями. На реверсе присутствует надписи с текстом припева песни — ATMOSTAS BALTIJA и LIETUVA LATVIJA EESTI. Номинал монеты — 5 евро.
Во время протеста балтийских фермеров против сельскохозяйственных субсидий Евросоюза в 2013 году фермеры пели песню «Atmostas Baltija» в ожидании встречи членов ЕС в Брюсселе.
В 2018 году «Atmostas Baltija» заняла 17-е место среди лучших латышских песен всех времён согласно опросу, проведённому Radio SWH к 100-летию Латвийской Республики.
В 2021 году авторы песни попросили не использовать её в несогласованной политической рекламе, после использования её в рекламе антипрививочниками. По их словам, песня создана как объединяющий символ независимости балтийских народов, поэтому её использование в интересах каких-либо отдельных общественных групп недопустимо.
Мы неприятно удивлены тем, что никто из тех, кто создавал и публиковал эти объявления, даже не пытался с нами согласовать использование этой авторской работы, поэтому мы считаем это кражей. <...> Это ужасно. Это воровство. Не было ни договора, ничего. Так в цивилизованном мире себя не ведут. Подумаем, что делать, ведь это довольно редкий случай. Для меня это не впервые, но на этот раз это касается серьёзных вещей. Мы — авторы песни — не хотим, чтобы песня ассоциировалась с какими-либо акциями.Борис Резник

## Другие исполнения

### Исполнение TirkizBand
В 2014 году латышская группа TirkizBand исполнила песню «Atmostas Baltija». Согласно словам участников группы, они исполнили песню, чтобы люди задумались о важности духовной силы балтийских народов и укреплении дружбы между странами-соседями Латвии — Эстонией и Литвой. Участник «TirkizBand» Улдис Тимма заявил, что в их группе есть как участники, которые помнят события Балтийского пути, так и те, кто «родился с Балтийским путем». Улдис дополнил, что их группа с гордостью исполняет эту песню на трех языках, как и в оригинальной записи.

### Версия Ozols
В 2019 году акции «Балтийский путь» исполнилось 30 лет, в честь чего хип-хоп исполнитель Ozols выпустил песню «Atmostas Baltija 3.0». В песне используется мотив оригинальной песни в новом звучании. Песня повествует историю о героизме, силе и времени пробуждения латышского народа. При создании песни Ozols консультировался с авторами оригинальной песни — Борисом Резником и Валдисом Павловскисом. Мелодию для новой версии написал NiklāvZ. Эта версия была создана за несколько лет до 2019 года и была приурочена к выходу электронной книги Сандры Калниете «Es lauzu. Tu lauzi. Mēs lauzām. Viņi lūza.», но полностью завершена была именно к 30-летию акции «Балтийский путь». Валдис Павловскис также считает, что «слова исполнителя Ozols являются прекрасным дополнением к легендарной песне».